# Hem tractat massa bé a les dones
Hem tractat massa bé a les dones (títol original en castellà, Tratamos demasiado bien a las mujeres) és una pel·lícula hispanofrancesa de comèdia negra dirigida per Clara Bilbao en la seva òpera preval i escrita per Miguel Barros, basada en la novel·la francesa de 1947 On est toujours trop bon avec les femmes de Raymond Queneau. És protagonitzada per Carmen Machi i Antonio de la Torre. Es va estrenar en cinemes espanyols el 15 de març de 2024, amb distribució de Filmax. S'ha subtitulat al català.

## Trama
Un dia de tardor de 1945, un grup de maquis fugitius té la mala idea de prendre l'estafeta on Remedios Buendía (Carmen Machi), il·lusionada, es prova el seu vestit de núvia. Com a resultat, Remedios demostrarà fins on pot arribar defensant els seus valors.

## Repartiment
- Carmen Machi com a Remedios Buendía
- Antonio de la Torre com a Dotze
- Luis Tosar com a Antonio
- Isak Ferriz com a Bocas
- Óscar Ladoire com a Soria
- Julián Villagrán com a Julián
- Diego Anido com a Anton
- Felipe Pirazán com el nen
- Ayax Pedrosa com a Heredia
- Nicolas Grandhomme com a Raymond
- Cris Iglesias com a Aurora
- Oleg Kricunova com a Rus
- Camilo Rodríguez com Mister
- Gonzalo de Castro com a Aguado
- Iván Marcos com a Canguelo
- Juan Luis Cano
- Juan Luis Pérez com Sorolla[4]
- Josele Santiago com a Chispas[4]

## Producció
El gener de 2023, la CRTVG va anunciar la seva participació en sis nous projectes de llargmetratge impulsats per productores gallegues, entre els quals s'incloïa aquesta coproducció francesa dirigida per Clara Bilbao. Basada en la novel·la francesa On est toujours trop bon avec les femmes de Raymond Queneau, el rodatge va començar a finals de març de 2023 a Galícia, amb Carmen Machi i Antonio de la Torre de protagonistes. L'escola de la parròquia de San Simón da Costa va ser utilitzada per al rodatge de la pel·lícula.

## Estrena i màrqueting
El 28 de novembre de 2023, Filmax va anunciar que el film s'estrenaria als cinemes el 15 de març de 2024.